# Rådhusparken, Stockholm

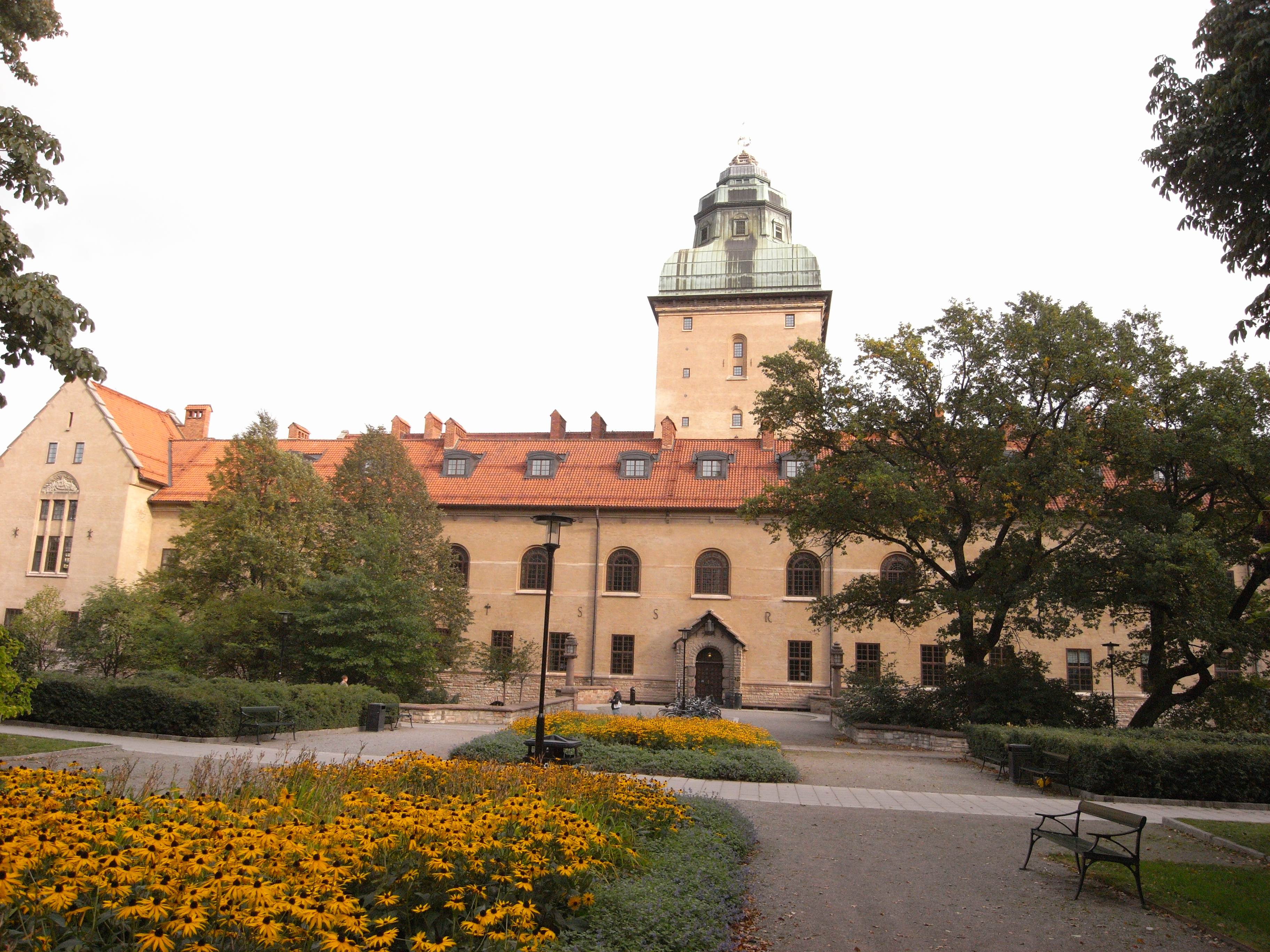
Rådhusparken och rådhuset.

Rådhusparken är belägen på Kungsholmen i Stockholm, mellan Rådhuset och Polishusparken. Där parken ligger nu, låg förr delar av Piperska trädgården. Nuvarande park som anlades i samband med byggandet av Rådhuset 1915 inramas av en stenmur. Parken är anlagd i strikt stil med raka gångar, häckar och planteringar som liknar medeltidens klosterträdgårdar. I parken finns flera värdefulla träd, bland annat en rödblommig hästkastanj. Vid rådhusets norra murar återfinns fontänen Justitiabrunnen.
Sedan många år används parken av entusiastiska boulespelare.